# Paula af Malmborg Ward

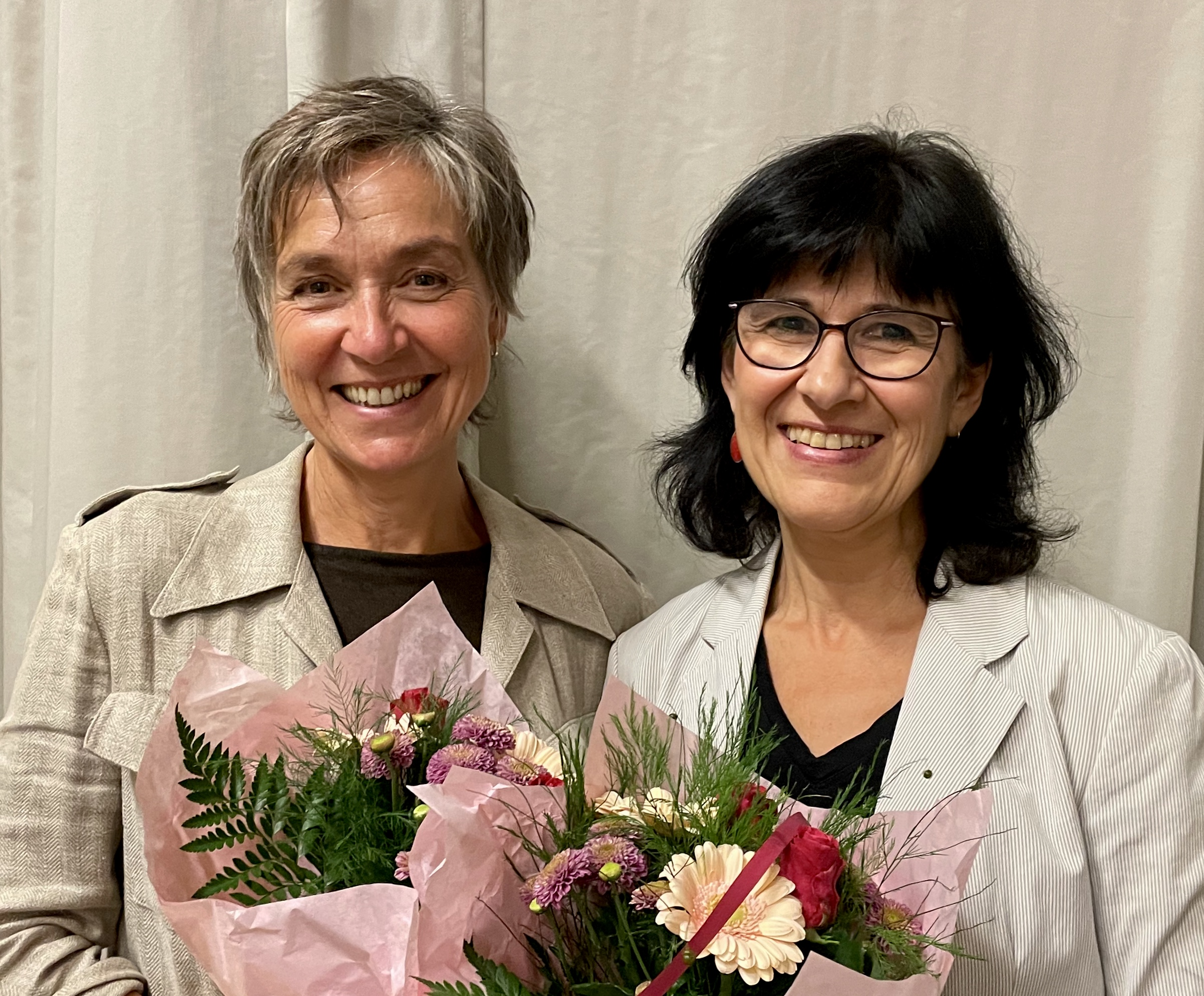
Paula af Malmborg Ward och Kerstin Perski inför premiären av Mytomania - en opera i två akter - hösten 2023 vid GöteborgOperan.

Paula Christina af Malmborg Ward, född 27 februari 1962, är en svensk tonsättare.
Paula af Malmborg Ward är framför allt känd för sina sceniska verk. Som dotter till en dirigent och operachef, Lars af Malmborg och en operasångare, Gunilla af Malmborg, kan det tyckas naturligt, men det var populärmusik hon ägnade sig mest åt under sin uppväxt parallellt med klassiska pianostudier för Gunnar Hallhagen.
Hon utbildade sig till musiklärare vid Kungliga Musikhögskolan i Stockholm och fortsatte senare att studera komposition för Hans Gefors vid Musikhögskolan i Malmö. Hennes examensverk Bombpartyt som hade urpremiär på Göteborgsoperan 1998 blev hennes genombrott som operatonsättare.
Under sina studieår skrev hon och Bjarne Nyqvist låten Rendez-Vous på skämt och skickade in den till Melodifestivalen. Låten kom med och tävlade i 1984, där den sjöngs av John Ballard. Den slutade trea och efteråt fick af Malmborg fler erbjudanden att skriva musik. Hon komponerade bland annat bakgrundsmusiken till SVT:s julkalender En decemberdröm 2005.

## Priser och utmärkelser
- 1991 – Invald Svenska kompositörer av populärmusik
- 1999 – Invald i Föreningen svenska tonsättare
- 2004 – Tidningen Expressens musikpris "Spelmannen"
- 2006 – 1:a pris Prix Italia
- 2007 – Carin Malmlöf-Forsslings Pris
- 2008 – Ledamot av Kungliga Musikaliska Akademien
- 2020 – Rosenbergpriset[1]

## Verk

### Orkesterverk
- Drömmen om A för blåsorkester (1988–90)
- Corpus för orkester (1991–92)
- Tänk om man hade en tidsmaskin för stråkorkester om tjugo personer (1994)
- Fanfar eller Man ska alltid ropa hej för orkester med dubbel stråksektion (1998)
- Missa praesentis dialectica, mässa för 4 soloröster, blandad kör, trumpet och stråkorkester (1999)
  - Missa praesentis brevis, kortversion av Missa praesentis dialectica (1999)
  - Tre satser för damkör och orgel ur Missa praesentis dialectica, tre utdrag arrangerade för damkör och orgel (2015)
- Dissonat: fritt efter några symfonier av Joseph Haydn för sinfonietta (2000)
- Sambal dente för 5 surdo och orkester (2002)
- Junisång för blandad kör och orkester till text av tonsättaren (2006)
- Spindelsymfonin, sångsymfoni för träblås, stråkar och barn (2007)
- The Far Away Shore för orkester (2007)
- Operatic, orkestestycke för entusiaster (2007)
- Il gallo cortonese, sinfonia concertante (2008)
- Evergreen för 19 sångare, preparerat piano och orkester (2009)
- Smisk på julskinkan, konsertmusikal för musikalisk gymnasieklass och sinfonietta (2009)
- Tending Fields för 12- eller 8-stämmig manskör till text av Miss Landmine Survivor (2009)
- Missa Mariposa, mässa för blandad kör och blåsorkester till text av Karin Klingenstierna (2010)
- Threads för orkester (2011)
- All This Time, konsertmusikal (2011)
- För att skälva för blandad kör och symfoniorkesterorkester till text av Bob Hansson (2011)
- Projektet – en skapelseberättelse i 12 delar för vuxenkör, ungdomskör, barnkör, 6 soli, flöjt, horn, fagott, slagverk, stråkkvintett och orgel (2013)
- Tungelnatt, svit för alt och orkester (2013)
  1. ”Vandraren” till text av Vilhelm Ekelund
  2. ”Nattyxne” till text av Erik Axel Karlfeldt
  3. ”Månsken” till text av Bo Bergman
- Marea för sopran, storband och kammarensemble till text av Karin Klingenstierna (2014)
- Flies on the fly over the terrace - dubbelkonsert för violin, cello och orkester. Nora kammarmusikfestivals beställningsverk. (2018)
- Spår vägar - vokalensemble, orgel, orkester och video Göteborgs Symfonikers beställningsverk, under arbete. (2020)

### Körverk
- Missa praesentis dialectica, mässa för 4 soloröster, blandad kör, trumpet och stråkorkester (1999)  1.  Missa praesentis brevis, kortversion av Missa praesentis dialectica (1999)    2.  Tre satser för damkör och orgel ur Missa praesentis dialectica, tre utdrag arrangerade för damkör och orgel (2015)
- Blue Jenka för blandad kör och slagverksensemble (2002)
- Win Win, vindkraftskantat för kör, ackordeon och tenorsaxofon (2009)
- Tending Fields för 12- eller 8-stämmig manskör till text av Miss Landmine Survivor (2009)
- Missa Mariposa, mässa för blandad kör och blåsorkester till text av Karin Klingenstierna (2010)
- Modus terrae för 12 röster och kammarensemble till text av Karin Klingenstierna (2010)
- Projektet en skapelseberättelse i 12 delar för vuxenkör, ungdomskör, barnkör, 6 soli, flöjt, horn, fagott, slagverk, stråkkvintett och orgel (2013)
- Criança för blandad kör a cappella till text av tonsättaren (2013)
- Som en skatt, evangeliemotett för 4-stämmig vokalensemble (2014)
- Vnd – ett lyriskt vindkraftverk för 8-stämmig blandad kör a cappella (2014)
- Vidder för vokalensemble och slagverk till text av Nils-Aslak Valkeapää (2015)
  1. ”Hör du livets ljud”
  2. ”Dagfågel nattfågel”
  3. ”Dimma. Varm”
- Let the music flow – kör a cappella, Radiokörens beställningsverk, uruppfört under Rikstinget för konstmusik, Berwaldhallen maj 2016. (2015)
- Äggen är slut – sceniskt verk för kvinnokör, marimba och percussion. (Lina Ekdahl). Premiär Röda Sten januari 2017, turné I Västragötalandsregionen våren 2017. (2016–2017)
- Två psalmer: Skönheten/Högt lyfts bägaren i ljuset - Sthlm stifts kyrkosångförbunds beställningsverk, uruppförande Oscarskyrkan februari 2017 (2016–2017)
- Hjässan är kal – sceniskt verk för manskör, trumpet, dragspel och cello, text Lina Ekdahl. Premiär Åbergs plåt, Tidaholm februari 2019, turné i Skaraborg våren 2019. (2018)
- Vädret - blandad kör, recitation och piano (Tomas Tidholm) Chalmus Musikveckas best. verk (2020)
- Solspel - blandad kör. Erik Westbergs Vokalensembles beställningsverk (2020)

### Kammarmusik
- Hochspannung mit Schlagsahne för 6 marimbor (1990)
- Änglarna gick med håven, 6 bilder för brassensemble och 4 slagverkare (1992)
- Yakuzi för saxofonkvartett (1992–93)
- To-tanongo-go! för soloflöjt (1993–94)
- Sov min gosse för brasskvintett (1994)
- Den magiska tonen för sopran, violin, cello och piano till text av Ulla-Britt Edberg och tonsättaren (1994)
- Landsvägsmaja för sopran och cello till text av Gustaf Fröding (1995)
- En drill för Buffalo Bill för flöjt, violin, cello och piano (1996)
- Arktisk svit
  - I. ”Nunatak 1” för altflöjt, klarinett/viola, vibrafon och piano (2000)
  - II. ”Blott som en stare, drygt” för sopran, flöjt och piano (2000)
  - III. ”Nunatak 2 – Sprickan” för sopran, flöjt, violin, viola, cello, slagverk och piano (2012)
- Blue Jenka för blandad kör och slagverksensemble (2002)
- Pas de deux för 2 violiner (2003)
- Tempele mentera för röst, trombon och slagverk (2004)
- Tre dikter av Lina Ekdahl för sopran och piano (2004)
  1. ”Sjön”
  2. ”Konflikten är löst”
  3. ”Min monolog”
- Christmas Calendar Candy för orgel (2005/2013)
- Inte så bara mässingen! för 4 valthorn, 2 trumpeter, 2 tromboner och tuba (2006)
- Älvsborgshymn för 2 trumpeter, 2 tromboner, orgel och kyrkklockor (2007)
- Crooning, jazzsång för marimba och vibrafon (2007)
- Cherry Berry, storbandsdrama i 6 scener (2008)
- Win Win, vindkraftskantat för kör, ackordeon och tenorsaxofon (2009)
- Candyland för elklarinett och elviolin (2010)
- JÅTPÅMF – en skidodyssé i fem satser för andfådd sopran (2010)
- Riding Along E7 in the Buick of My Dreams för 2 trumpeter, valthorn, trombon och tuba (2010)
- Modus terrae för 12 röster och kammarensemble till text av Karin Klingenstierna (2010)
- Two Bows, a Waltz and Something in Between för cello och kontrabas (2010)
- Visa vid floden för barockensemble (2011)
- Inverted Menuet for Brass för 2 trumpeter, valthorn, trombon och tuba (2012)
- Desire Encapsulated för saxofonkvartett (2013)
- Full fathom five (Shakespeare) – sopran och piano. Phoenix Concerts´ beställningsverk, uruppfört i New York City december 2017 (2017)
- causeries – pianotrio, Göteborgs Symfonikers beställningsverk för Trio Poseidon (2018)
- Stafettkomposition - blandad ensemble, Föreningen Svenska Tonsättares medlemsprojekt "Delad ensamhet" (2020)
- Buteljernas tid - 14 porterbuteljer och ostämt piano, sats 2 ur Portersviten beställd av Frontside Gothenburg International Chamber Music Festival (2020)
- Broken bleak roe and choppy chanterelles - violin/viola, beställd till The Hartt School´s 100th anniversary (2021)
- Sanctus - Soloverk för orgel (2021)

### Musikdramatik
- Moje, musik till pjäsen om Mauritz Stiller (1987)
- Världshistorier, musikteater (1988)
- Möss och människor, skådespelsmusik till Steinbecks pjäs (1989)
- Ur Möss och människor, slutscenen ur Steinbecks play för 8 musiker och 2 sångare (1991)
- Jordens undergång – en solskenshistoria, musik till vetenskapsteater (1992)
- Faust – en dödsmässa över moderniteten, miniopera för solister, kör och slagverk (1992)
- Maskeradbalen, arrangemang för SL:s blåsmusikkår av Verdis opera (1992)
- Aida, arrangemang för liten orkester av Verdis opera, kortversion för mellanstadiet (1995)
- Skåpet, musikdramatisk familjeföreställning (1997)
- Bombpartyt, opera i en akt för 11 sångare och kammarorkester med libretto av Lars af Malmborg efter Graham Greene (1998)
- Vaellus, musikdramatisk familjeföreställning (2000)
- Operation kärleken, musikdrama i en akt för 2 skådespelare, sopran, baryton och sinfonietta med libretto av Kerstin Perski (2000)
- Ängel, en musikdramatisk näralivet-upplevelse för fem sångare, marimba, cello och dragspel (2002)
- Vill ni ha ett frostigt päron? – en musikalisk kärlekspiruett, opera i en akt för talroll, mezzosopran, baryton och kammarorkester med libretto av Magnus Nilsson (2002)
- Ärret, opera i två akter för 7 musiker och 11 sångare med libretto av Kerstin Perski fritt efter Michail Bulgakov (2004)
- Name: Spielrein, Sabina, skådespelsmusik till Kerstin Perskis pjäs på Stockholms stadsteater (2005)
- Vad man måste, kortopera i Ess-dur för mezzosopran och slagverk med libretto av tonsättaren (2008)
- Triumf och tragedi, kammaropera för 3 soli, stråkkvintett, trumpet och slagverk med libretto av Daniel Boyacioglu (2009/2011)
- All This Time, konsertmusikal för soli, kör och kompgrupp (2011)
- Prova på för operasugna – en operavaudeville om tillkortakommande, gemenskap och upphovsrätt för 4 sångare, stråkkvartett och piano (2012)
- Dansa min docka för mezzosopran och piano (2013)
- Sweet Kate D.E.F. version - medverkande tonsättare sedan 2014 i Katarina A. Karlssons forskningprojekt; uruppförande 6 oktober 2017 Atalante, Gbg (2015)
- Antarktis – musik till dansföreställning, Regionteater Väst i samarbete med Bohuslän Big Band, premiär september 2017 (2016-2017)
- Kärlekskriget – helaftonsopera baserad på Ebba Witt-Brattströms roman “Århundradets kärlekskrig”, libretto Mathias Clason. Vattnäs konsertladas beställningsverk, premiär juli 2017. (2016–2017)
- Mytomania - opera i två akter, libretto Kerstin Perski. Premiär Göteborgsoperan oktober 2023 (2019)

### Filmmusik
- Porträttet, orkesterarrangemang för TV av Hilding Rosenbergs opera (1999)
- En decemberdröm, musik till SVT:s julkalender (2005)
- AK3, musik till SVT-serien regisserad av Ernst Billgren (2006)
- Levande föda, musik till SVT:s skräckserie av Lars ”Vasa” Johansson och Maria Hedman Hvitfeldt (2007)

### Radio
- Hittekvinnan, radioopera 6 soli och stor orkester med libretto av tonsättaren efter Kerstin Thorvall (2005)
- Hittekvinnan och Kari, radioopera (2011)

### Webbkällor
- af Malmborg, adelsvapen.com
- ”Paula af Malmborg Ward, Biografi & verkförteckning”. Svensk Musik. https://www.svenskmusik.org/sv/s%C3%B6k?person=18086.